# إنلاند نورثويست
إينلاند إمبياير (شمال غرب الباسفيك)، هي منطقة في شمال غرب المحيط الهادئ ترتكز على سبوكان ، واشنطن، بما في ذلك حوض نهر كولومبيا المجاورة، وجميع ولاية أيداهو الشمالية.